# أميناتا فال
أميناتا فال (بالفرنسية: Aminata Fall)‏ المعروفة باسم غارمي (بالفرنسية: Garmi)‏ (مواليد 29 يناير 1930 - تُوفيت 24 نوفمبر 2002) هي مُغنية ومُمثلة سنغالية. عُرفت أميناتا باعتمادها على موسيقى البلوز والمبالاكس والجاز في تأليف أغانيها.

## سيرتُها الذاتية

### طفولتُها
ولدت أميناتا فال في 29 يناير 1930 في مدينة سانت لويس السنغالية، لوالدتها غارمي ندياي وأبيها سلوم فال.

## مسارُها الفني

### الغناء

#### ستار جاز سانت لويس
بعد أن كانت بائعة الفول السوداني عند مدخل السينما، كانت بدايات أميناتا فال في عالم الموسيقى في عام 1958 في موطنها في سانت لويس، رُفقة أوركسترا ستار جاز الذي يترأسه بابا سامبا ديوب صاحب نادي (بالفرنسية: Le cocotier)‏ في شارع نوفيل في سانت لويس. مكثت هناك لمدة 8 سنوات، وخلال تلك الفترة أصدرت أُغنيتين هُما يايا بوي (بالفرنسية: Yaye boye)‏ وقد خصصتها لأُمها، والأُغنية الأُخرى تحمل اسم مبوغيل (بالفرنسية: Mbeuguel)‏. إتقانها التام لموسيقى البلوز والجاز في إطار الموسيقى الأفرو أمريكية أكسبها لقب «ماهاليا جاكسون السنغال».

#### مسرح دانيال سورانو الوطني
في عام 1966، وبدعوة من الرئيس ليوبولد سيدار سنغور، غادرت أميناتا فال مسقط رأسها في سانت لويس إلى العاصمة داكار بمناسبة الدورة الأولى للمهرجان الدولي للموسيقى السوداء. بعد التخطيط لإقامته سنوات 1961 و1963 و1965، أُقيم المهرجان الأول أخيرًا في داكار في الفترة من 1 إلى 24 أبريل 1966. شارك في المهرجان عدة شخصيات من جميع مناحي الحياة أبرزُها : أندريه مالرو وإيمي سيزير وجان برايس مارس وديوك إلينغتون وجوزفين بيكر ولانجستون هيوز وأميناتا فال، وغيرهم. حظيت جميع أنواع الفنون بتمثيلية لها في المهرجان من فنون تشكيلية وأدب وموسيقى ورقص وسينما،... إلخ. بُني متحف ديناميكي خصيصًا لهذه المناسبة في سومبيديون.
انضمت إلى الفرقة الغنائية التقليدية للمسرح الوطني دانيال سورانو الذي افتتحه الرئيس ليوبولد سنغور يوم 17 يوليو 1965 وترأسه ابن أخيه موريس سونار سنغور. بقيت ضمن هده الفرقة حتى تقاعدها. لمدة 20 عامًا، أبهر صوت الكونترالتو أو صوت الميزو سوبرانو خاصتها الجماهير في جولاتها العالمية.

#### المهرجانات
في الفترة من 21 يوليو 1969 إلى 1 أغسطس من نفس السنة، شاركت أميناتا في النسخة الأولى من مهرجان عموم إفريقيا بالجزائر العاصمة، إلى جانب ثُلة من الفنانين أبرزُهم ميريام ماكيبا وآرشي شيب وشكري مسلي وباري وايت ومانو ديبانغو ونينا سيمون وعثمان سمبين. كما حضر المهرجان أيضا القادة الأفارقة في حركة التحرير وقادة حركة الفهود السوداء في الولايات المتحدة. أخرج ويليام كلاين فيلمًا وثائقيًا حول المهرجان تحت عُنوان (بالفرنسية: Festival panafricain d'Alger 1969)‏.
شاركت أميناتا أيضا في النسخة الثانية من المهرجان العالمي للفنون السوداء، والذي أُقيم في الفترة من 15 يناير 1977 و12 فبراير من نفس السنة في ضاحية إيكيجا في مدينة لاغوس في نيجيريا.
في 14 أبريل 1944، قدمت أميناتا عرضا رُفقة كور غي (بالفرنسية: Keur Gui)‏ ضمن مهرجان سانت لويس لموسيقى الجاز. شاركت أميناتا فال رُفقة شركة ماديور في الدورة 24 من مهرجان غرونوبل لموسيقى الجاز الذي أُقيم في الفترة من 19 مارس 1996 إلى 30 مارس من نفس السنة. في 5 يوليو 1997، شاركت في ختام مهرجان مونبلييه للرقص الذي أُقيم في باحة دير أورسولين في مونبلييه. في 1998، أي بعد عملية جراحية كانت قد خضعت لها، شاركت أميناتا في الدورة السادسة من مهرجان سانت لويس الدولي لموسيقى الجاز الذي أُقيم في الفترة من 3 يونيو 1998 إلى 6 يونيو 1998.

## السينما
فيما يلي قائمة بأبرز الأفلام التي شاركت فيها أميناتا خلال مسارها السينمائي :
- توكي بوكي (1973) في دور العمة أومي.
- ضباع (1992).
- الفرنك (1994) في دور صاحبة المنزل.

## وصلات خارجية
أميناتا فال على موقع IMDb (الإنجليزية)
- أميناتا فال على موقع ميوزك برينز (الإنجليزية)
- أميناتا فال على موقع ديسكوغز (الإنجليزية)
- أميناتا فال على موقع قاعدة بيانات الفيلم (الإنجليزية)